# Averrunc
Averrunc (en llatí Averruncus) va ser a l'antiga religió romana, un déu al que es propiciava per evitar un dany.
Aulus Gel·li diu que era una divinitat maligna a la que s'havia de propiciar, tant per infligir com per evitar mals a les collites. Averruncare era un verb emprat pels pontífexs, i vol dir «evitar». Implicava fer una acció ritual apotropaica per tal d'evitar una desgràcia que ha estat advertida pels déus a través d'un fet extraordinari (portentaque prodigiaque mala). Dins del ritual es feia una foguera amb arbres que estaven sota la tutela dels déus de l'inframón (arbores infelices). Marc Terenci Varró diu que el déu que presidia aquests rituals es deia Averruncus, i que el verb averruncare ('esborrar', 'conjurar' 'allunyar') es podia referir a qualsevol déu, per propiciar-lo cap a una petició bona o dolenta o per evitar-ne les conseqüències, i això estalviava haver de pronunciar el nom de la divinitat.